# AN Bus
優越智能巴士有限公司（英語：Auf Nachfrage Bus），通稱AN Bus，是香港的一個（紅色）公共小巴營運商。AN Bus旗下所有公共小巴不接受現金付款，並是全香港首間引入PayMe付款的公共小巴營運商。AN Bus共獨營4條公共小巴路線，並與其他公共小巴營運商聯營1條公共小巴路線。除營運常規公共小巴路線外，AN Bus亦設一般包車與拼车包車服務。

## 歷史
AN Bus由李凱翔創立。李凱翔畢業於香港大學土木工程系，任職交通工程師2年後返回香港大學並進修至交通政策規劃碩士學位，此後曾受聘至汶莱規劃及研究該國交通。2019年8月，李凱翔正式投身創立公共小巴服務，並創立AN Bus，此前曾為此兼職巴士司機與轉職全職小巴司機。AN Bus旗下所有公共小巴不接受現金付款，而僅設八達通機與PayMe二維碼供乘客付款，由此成為首間引入PayMe付款的香港公共小巴營運商。此外，AN Bus營運的所有公共小巴路線均設WhatsApp預約留位服務。AN Bus營運的部分路線參與公共交通費用補貼計劃與長者及合資格殘疾人士公共交通票價優惠計劃，因此60歲－64歲香港居民、65歲或以上長者與合資格殘疾人士如以指定八達通繳付相關路線的車資，均可享有後者提供的$2票價優惠。AN Bus亦於2021年與流動充電器服務商充電易合作，於旗下所有公共小巴提供充電器借用服務，相關充電器附充電線，並支援無線充電功能。

## 服務
AN Bus於開業初期營運來往荃灣與荔枝角／深水埗的公共小巴路線。2020年第四季，AN Bus先以共乘包車模式開辦來往大圍與掃管笏，以及由大圍單向開往荔枝角的公共小巴路線，然後隨即於一至兩星期內將兩線轉為正式路線，當中前者乃因應掃管笏一帶人口增長，AN Bus負責人接到查詢，稱能否提供該區前往荃灣西、美孚等市區鐵路站的紅色小巴服務而促成相關路線開辦。2021年，AN Bus參與來往佐敦（白加士街）與屯門／元朗的公共小巴路線的營運，其班次僅前往屯門，並使用“AN8”的編號，而AN8線亦於翌年11月21日開始參與長者及合資格殘疾人士公共交通票價優惠計劃。AN Bus於2023年11月1日開辦來往慈雲山與美孚的公共小巴路線，並使用「AN6」的編號，而AN6線亦於翌年3月1日開始參與長者及合資格殘疾人士公共交通票價優惠計劃。
| 路線 | 總站             | 總站 | 總站   | 參考資料                  |
| ---- | ---------------- | ---- | ------ | ------------------------- |
| AN1  | 恆麗園／麗城花園 | ↔    | 荔枝角 | [ 10 ] [ 16 ] [ 4 ] [ 6 ] |
| AN2  | 恆麗園／麗城花園 | ↔    | 深水埗 | [ 10 ] [ 16 ] [ 4 ] [ 6 ] |
| AN3  | 大圍             | ↔    | 掃管笏 | [ 11 ] [ 5 ] [ 6 ]        |
| AN4  | 大圍             | →    | 荔枝角 | [ 11 ]                    |
| AN6  | 慈雲山           | ↔    | 美孚   | [ 14 ] [ 15 ]             |
| AN8  | 佐敦（白加士街） | ↔    | 屯門   | [ 13 ] [ 7 ]              |

此外，AN Bus亦於2020年起先後開始提供一般包車與共乘包車服務。

## 外部連結
- AN Bus的Facebook專頁